# Query by Example
Query by Example in sigla QBE (in italiano: Interrogazione per esempio) è un linguaggio d'interrogazione delle basi di dati per basi di dati relazionali.
Fu ideato da Moshé M. Zloof all'IBM Research a metà degli anni settanta in parallelo con lo sviluppo di SQL.
Fu il primo linguaggio di interrogazione grafico, usando tabelle visuali dove l'utente poteva inserire comandi, elementi d'esempio e condizioni.
Molti software d'interfaccia grafici per i database usano l'idea dei QBE. Originariamente erano limitati solamente allo scopo di recupero dati, successivamente sono stati estesi per permettere altre operazioni come INSERT, DELETE e UPDATE, o la creazione di tabelle temporanee. La motivazione dietro ai QBE è che un parser può convertire le azioni dell'utente in istruzioni espresse in un linguaggio di manipolazione delle basi di dati (DML) come SQL.
Nel contesto del recupero delle informazioni le interrogazioni, per esempio, hanno un diverso significato. L'utente invia un documento, una immagine e richiede di recuperare i documenti o le foto simili contenute nella base di dati. In maniera analoga la ricerca è basata sulla comparazione di vettori documento.